# Oscar Boom
Oscar Boom è un personaggio immaginario dei fumetti Disney Italia creato dall'autore italiano Gianfranco Goria. È stato disegnato per la prima volta da Giampiero Ubezio nel 1993, nella storia Topolino e il furto archeologico, e poi da Massimo De Vita nel 1995, nella storia Indiana Pipps e il sigillo Vallindo. In Germania è noto come Professor Bommer.
È un orientalista ed esperto in traduzioni di lingue antiche, amico di Topolino, Pippo ed Indiana Pipps.

## Ispirazione
È dichiaratamente ispirato allo studioso torinese Oscar Botto, di cui l'autore Gianfranco Goria fu allievo all'Università di Torino. Nel 1993 il quotidiano La Stampa pubblicò un articolo sulla storia Topolino e il furto archeologico: intervistato, il professor Botto dichiarò di gradire molto l'omaggio.
Alla successiva Indiana Pipps e il sigillo Vallindo furono dedicati articoli su La Stampa, Il Messaggero e La Repubblica: anche in questa occasione Botto espresse la sua approvazione, soprattutto perché nella seconda avventura il personaggio di Boom è un vero e proprio coprotagonista.

## Storie

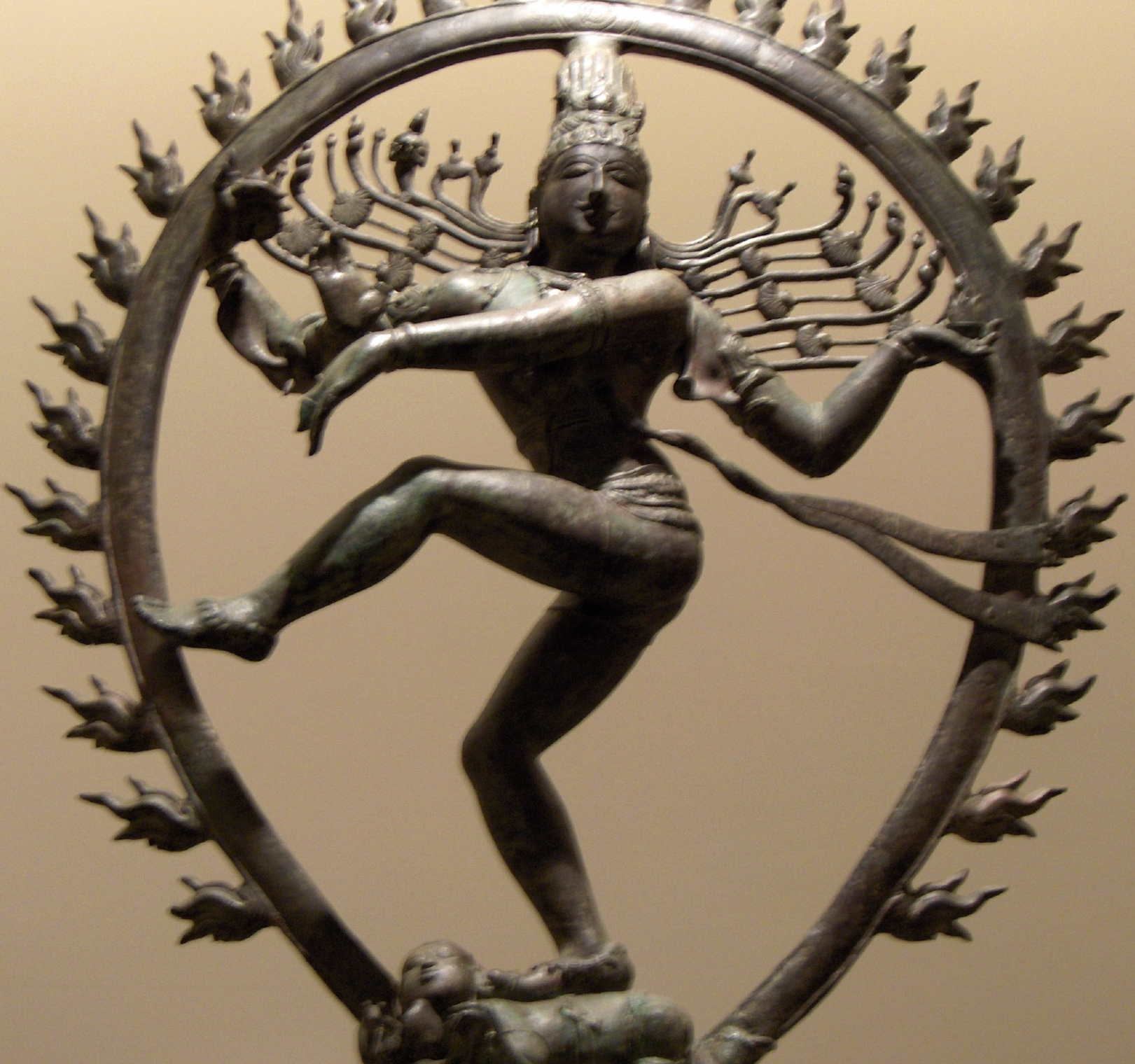
Statuetta di Shiva, molto simile a quella ritratta nel fumetto.

Nella prima avventura in cui appare (Topolino e il furto archeologico, ambientata a Torino), Boom è tra i sospettati per il furto di una preziosa statuetta di Shiva Nataraja, temporaneamente ospitata dal Museo Egizio.
Lo studioso si rivela poi innocente: Topolino scoprirà il vero colpevole aiutato da Pippo e da una pista di gianduiotti.
Nella seconda avventura (Indiana Pipps e il sigillo Vallindo, ambientata nel subcontinente indiano), il professor Boom si reca a fare ricerche in India, dove si è "adattato ai costumi del luogo" facendosi crescere una lunga barba e baffi che lo rendono quasi irriconoscibile.
Insieme a Indiana Pipps e Topolino, il professore scoprirà una biblioteca vallinda nella valle di Jyotishkalishabda (immaginario luogo del Kashmir abitato da monaci discendenti dei vallindi), e riuscirà a decifrare la misteriosa lingua dell'antico popolo.